# Región Autónoma del Atlántico Sur
Región Autónoma del Sur Atlántico Nicaragua két autonom régiójának egyike. A fővárosa Bluefields.

## Földrajz
Az ország északkeleti részén található. Megyeszékhely: Bluefields
12 tartományból áll:
1. Bluefields
2. Bocana de Paiwas
3. Corn Island - Insel
4. Desembocadura de la Cruz de Río Grande
5. El Ayote
6. El Rama
7. El Tortugero
8. Kukra Hill
9. La Cruz de Río Grande
10. Laguna de Perlas
11. Muelle de los Bueyes
12. Nueva Guinea